# Троицкий, Владимир Александрович
Влади́мир Алекса́ндрович Тро́ицкий (род. 21 февраля 1936, Ташкент) — советский, украинский учёный в области неразрушающего контроля материалов и сварных соединений; доктор технических наук, профессор; лауреат премии Совета Министров СССР (1985), Государственной премии Украины (2006), Заслуженный деятель науки и техники Украины, академик МАНК.

## Биография
В 1958 году окончил с отличием Московский электромеханический институт по специальности «инженер-электромеханик». С 1964 года работает в Институте электросварки имени Е. О. Патона, с 1976 года — заведующий отделом № 4 «Неразрушающие методы контроля качества сварных соединений» института.
Возглавляет Украинское общество неразрушающего контроля и технической диагностики. Заместитель председателя Технического комитета ТК-78 Госпотребстандарта Украины. Является членом зарубежных национальных обществ по неразрушающему контролю и технической диагностике (Германии, России, Англии, США), сотрудничает со специалистами Всемирного конгресса (ІSNDT) и Европейской федерации (EFNDT) по неразрушающему контролю.

## Научная деятельность
Основные направления исследований:
- применение магнитодиэлектриков в низкочастотной технике;
- электромагнитные явления в сварочной технике;
- обоснование принципа амплитудного регулирования силовых источников питания — «магнитной коммутации»;
- теоретические основы намагничивания сложных деталей с учётом размагничивающего фактора;
- основы теории и практики разнонаправленного сканирующего магнитопорошкового метода;

Разработал:
- электронный высокопроизводительный архивируемый объективный визуальный контроль;
- методики расчёта сварочных преобразователей;
- источники питания с ускоренными переходами электрического тока и напряжения через нулевое значение;
- магнитные дефектоскопы на основе мощных редкоземельных металлов;
- система НК для производства труб магистральных трубопроводов высокого давления;
- устройства для запоминания и анализа результатов ультразвукового контроля;
- методики для нестандартных задач дефектоскопии:
  - ультразвуковой контроль продольных и кольцевых швов с раздельной фиксацией дефектов шва и зон термического влияния;
  - акустические преобразователи-клещи для арматуры ультразвукового контроля, свариваемой ванно-дуговой сваркой;
  - способы послойного контроля толстостенных конструкций;
  - тренажеры для подготовки операторов ультразвукового контроля;
  - ультразвуковые методы TOFD, SAFT, основанные на использовании дифрагированных волн и математических методов построения искусственных апертур;
  - разработаны ультразвуковые методики и устройства для выявления дефектов типа матовых пятен и оксидных плёнок, которые являются предвестниками будущих трещин;
  - метод ультразвукового контроля в низкочастотном диапазоне, позволяющий выявить коррозионные поражения на больших расстояниях (до 100 м) без раскопа и снятия изоляции длинномерных конструкций.
  - комплексы цифровой радиографии для обработки и архивации радиографической информации (R-информации), улучшение качества R-изображений и документирование R-результатов контроля;
  - методика тангенциального просвечивания изделий тел вращения (трубы, реакторы и т. п.) без снятия изоляции.
  - ·тепловизионные , термографические исследования зданий и сооружений;
  - ·объективный точный электронный визуально-измерительный контроль протяженных металлоконструкций;
  - технологии с использованием систем портативного рентген-телевизионного контроля на основе флюоресцирующих монокристаллов ·и полупроводниковых преобразователей. .

Автор более 700 научных работ, в том числе монографий, пособий, стандартов.

### Избранные труды
- Магнитопорошковый контроль сварных соединений и деталей машин. — Киев, 2002. — 300 с.
- Краткое пособие по контролю качества сварных соединений. — Киев: Феникс, 2006. — 320 с.
- Ультразвуковой контроль. Дефектоскопы. Нормативные документы. Стандарты по УЗК. — Киев, 2006. — 222 с.
- Пособие по радиографии сварных соединений. — Киев: Феникс, 2008. — 311 с.
- Визуальный и измерительный контроль деталей машин, металлоконструкций, сварных соединений. — Киев: Феникс, 2009. — 275 с.
- Дефектоскопия XXI века (с соавторами), Киев, ИЭС им. Е. О. Патона НАН Украины, 2018, . — 196 с.

## Награды
- премия Совета Министров СССР (1985)
- Государственная премия Украины (2006)
- Заслуженный деятель науки и техники Украины